# Palazzo della Banca d'Italia (L'Aquila)
Il Palazzo della Banca d’Italia è un palazzo storico dell'Aquila, sede della filiale abruzzese della Banca d'Italia.

## Storia
Il palazzo della Banca d’Italia occupa parte dell’isolato all’angolo tra piazza Duomo e Corso Federico II. Prima della costruzione di questo edificio, gli uffici della Banca si trovavano nel Palazzo Ciolina-Ciampella, posto tra Corso Principe Umberto e Via Navelli, in cui l’Istituto era in affitto dal 1896. Ancor prima, i documenti attestano la presenza all’interno del Palazzo Cipolloni Cannella, in corso Vittorio Emanuele, della succursale aquilana della Banca Nazionale nel Regno d’Italia, dalla cui fusione con la Banca Nazionale Toscana e la Banca Toscana di credito per le Industrie e il Commercio, nacque, nel 1893, la Banca d’Italia. 
In seguito al terremoto che ha interessato la Marsica nel 1915, la Banca d’Italia aveva incominciato a interessarsi all’acquisto o alla costruzione di un palazzo che potesse ospitare la Filiale dell’Aquila. La Banca ricevette diverse proposte di vendita di edifici di pregio, tra cui quella dello stesso Palazzo Cipolloni Cannella, di ben 2.550 mq, che venne offerto in vendita per una cifra ribassata di molto rispetto a quella richiesta dal proprietario anni prima. Nello stesso periodo alcuni professionisti affermati, come l’architetto Cesare Bazzani, si candidarono come progettisti nella prospettiva della costruzione di un nuovo edificio della Banca d’Italia.
Dopo una fase di stasi legata allo scoppio della prima guerra mondiale, già nel 1920, la Banca, anche considerata la scadenza del contratto di affitto di Palazzo Ciolina-Ciampella, ricominciò la ricerca di un’area dalla posizione strategica su cui realizzare la nuova Filiale. Furono avviate alcune negoziazioni, tra cui quella per il complesso delle scuole e della chiesa di san Filippo, allora chiusa al culto e adibita a magazzino daziario, e quella per l’isolato occupato dalla caserma dei carabinieri in via Giuseppe Verdi, di proprietà dell’Amministrazione provinciale, ma nessuna di queste andò in porto. Dieci anni più tardi, anche in relazione alle sollecitazioni del politico aquilano Adelchi Serena, Podestà a L’Aquila dal 1926 al 1934 e poi Ministro dei Lavori Pubblici dal 1939 al 1940, divenne molto più forte l’interesse per una nuova Filiale.  La posizione di Adelchi Serena nella sua città natale e la sua ascesa ai vertici della politica nazionale dell'epoca hanno inciso in maniera sostanziale nelle trasformazioni urbanistiche e edilizie di tutta la città dell’Aquila degli anni Trenta.
Inizialmente l’attenzione si era concentrata sull’acquisto di un’area nella zona più centrale della città, ovvero l’isolato di Palazzo Gigotti, compreso tra Piazza Duomo, Corso Vittorio Emanuele II e Via Tre Marie, per poi spostarsi sull’isolato prospiciente, all’angolo tra il Corso e Piazza Duomo, dove si trova attualmente la Filiale.Tra il 1936 e il 1938 si svolsero le trattative tra la Banca d’Italia e il Comune di L’Aquila per il passaggio di proprietà di quest’area: il Comune espropriò il terreno per pubblica utilità e quindi lo vendette alla Banca a un prezzo vantaggioso, con il vincolo di procedere alla creazione di portici pubblici.
La progettazione venne affidata all’ingegnere Pietro Scandellari, dell’ufficio tecnico della stessa Banca, il quale nel gennaio del 1939 presentò il suo progetto.
La preferenza di un tecnico interno liberò la Banca dalle pressioni della politica locale sulla scelta del progettista. In effetti, lo stesso Adelchi Serena aveva fatto il nome di un tecnico aquilano, che però l’Istituto, sulla base delle informazioni raccolte, non aveva ritenuto idoneo a occuparsi di un tale intervento.
Scandellari propose un edificio dalla figuratività espressamente neoclassica, richiamando probabilmente lo stile di Palazzo Gigotti da poco ricostruito. Tuttavia, la Commissione Edilizia giudicò il suo progetto troppo poco moderno e lo invitò a eliminare l’aggetto lungo il Corso previsto nel progetto, che avrebbe portato a un restringimento dei portici. Scandellari semplificò quindi il disegno dei prospetti, riproponendo comunque lo stesso stile architettonico previsto nel progetto iniziale.
La ditta incaricata della costruzione dell’edificio fu l’impresa edile Ettore Barattelli ritenuta a L’Aquila, dall’Ufficio Tecnico Municipale, dal Genio Civile e da molti professionisti liberi locali, come l’Impresa migliore “sotto ogni aspetto e ogni riguardo”. La stessa ditta stava infatti completando la costruzione, sempre a L’Aquila, del Palazzo dell’Istituto Nazionale delle Assicurazioni e aveva già lavorato per la Banca d’Italia in precedenti occasioni. L’assistenza tecnica ai lavori venne affidata all’ingegnere Remo Ponzi.
L’andamento del cantiere risentì sicuramente delle restrizioni sui materiali e delle difficoltà di approvvigionamento dovute alla guerra imminente. I ritardi inoltre furono dovuti anche al tipo di costruzione (parte costituita da pietra da taglio a blocchi, come per il porticato, e parte in muratura mista) e all’utilizzo, per volontà delle autorità locali, di pietra a massello locale lavorata interamente a mano. L’obiettivo era quello di coinvolgere nella realizzazione dell’edificio il più alto numero di maestranze locali e di utilizzare prevalentemente materie prime del territorio. Furono infatti usate le pietre di Monteluco nei rivestimenti della zoccolatura, dei pilastri e delle arcate del portico e le pietre di Poggio Picenze nelle lastre di rivestimento degli esterni e dei motivi decorativi delle finestre.
Il progetto originario prevedeva la costruzione di un organismo architettonico costituito da due corpi identici (lotti A e B), disposti in linea su Corso Federico II e separati da un elemento basso (I° piano) in corrispondenza dell’autorimessa. Nell’estate del 1943 la realizzazione del lotto A (comprendente l’attuale edificio) era pressoché ultimata. La guerra e l’occupazione tedesca portarono poi all’interruzione dei lavori. Una volta terminato il conflitto mondiale, la Banca d’Italia ridimensionò i programmi e gli interessi specifici per la città dell’Aquila e decise di non ultimare il secondo edificio su Corso Federico II. Alla luce di ciò, il lotto B fu restituito al Comune.
A partire dall’aprile del 1989 sono stati realizzati importanti lavori di ristrutturazione per realizzare alcune modifiche funzionali e apportare migliorie agli impianti. Si è trattato di un vero e proprio ripensamento dal punto di vista funzionale-distributivo volto ad aumentare gli spazi disponibili, anche alla luce delle nuove esigenze poste dallo sviluppo dell’informatica e dalle necessità in termini di sicurezza.
Nella tragica circostanza del terremoto del 6 aprile 2009 lo stabile della Banca non ha subito danni strutturali a differenza di altri edifici storici e istituzionali presenti in centro città che sono stati interessati da gravi lesioni o da crolli. Emblematico è il crollo della cupola della Basilica di Santa Maria del Suffragio, conosciuta come la Chiesa delle Anime Sante, situata in piazza Duomo a L’Aquila, nelle immediate vicinanze della Filiale della Banca.
L’unica criticità di rilievo che ha riguardato la Filiale della Banca ha interessato il torrino della centrale termica sul terrazzo di copertura. I pochi danni registrati hanno consentito all’Istituto di attuare rapidamente un progetto di ristrutturazione di massima urgenza e di riprendere l’attività ordinaria nel giro di pochi mesi. Infatti, già il 27 luglio 2009, ancora in piena "zona rossa”, la Filiale ha riaperto le porte alla cittadinanza.

## Descrizione architettonica
Il palazzo è un edificio imponente che rispecchia fedelmente i dettami delle costruzioni dell’epoca, con una struttura mista in cemento armato e muratura. L’impostazione della planimetria risulta perfettamente simmetrica. L’edificio ha una pianta rettangolare con un ampio porticato sul lato lungo prospiciente Corso Federico II. 
Nella parte frontale, il portico, alto circa nove metri e lievemente sporgente nella sezione centrale, ha dieci pilastri squadrati che reggono archi a tutto sesto. Tutto il piano è costruito con grandi blocchi di pietra grigia. Il lato più corto dell’edificio, al quale si giunge percorrendo tutto il porticato, affaccia sulla piazza centrale della città, Piazza Duomo.  Qui, per un’usanza di origine settecentesca, si è sempre tenuto un mercato giornaliero, montato ogni mattina e smontato nel pomeriggio, che ha visto la sua fine solo dopo il terremoto nel 2009.
Il portico della Banca d’Italia trova riscontro e una continuità ideale nell’edificio prospiciente. Quest’ultimo è posto sull’altro lato della piazza, sempre lungo il corso che, prende il nome di corso Vittorio Emanuele, nel suo proseguimento.
Dal portico, salendo alcuni scalini, si accede al piano rialzato dove si trovano gli uffici della Divisione Gestione e Servizi di Pagamento e il salone del pubblico. Quest’ultimo ha la forma di un rettangolo allungato con gli spigoli arrotondati, ha l’altezza di un piano e ha una copertura nella quale si aprono cinque lucernari. L’attuale assetto del salone risale al sopra citato profondo intervento di ristrutturazione dello stabile, effettuato nel corso degli anni '90 del secolo scorso, che ha ridistribuito gli spazi interni per rispondere alle mutate esigenze organizzative della Filiale. In tale occasione la superficie centrale è stata ridotta rispetto a quella originaria, accorciando i lati lunghi con la costruzione di due diaframmi architettonici, per ampliare lo spazio destinato agli uffici e agli sportelli della cassa. Le nuove strutture sono state armonizzate con le preesistenti, utilizzando, per il loro rivestimento, una nuova fornitura di pregiato marmo Verde Alpi, proveniente dalla Valle d’Aosta e caratterizzato da un peculiare colore verde intenso.
Nello stabile sono presenti un piano interrato, un seminterrato con gli archivi e altri locali di servizio. Al piano ammezzato si trovano altri uffici oltre che locali, tra cui la biblioteca della Filiale e la Sala riunioni. Al primo piano sono collocati altri uffici e i locali di rappresentanza della Direzione. Tra questi, di particolare pregio, sono la stanza del Capo della Filiale e la sala del Consiglio. Il secondo piano è adibito ad alloggi di servizio e ad esso si accede per mezzo di un ingresso indipendente rispetto a quello della Filiale. Le finestre del primo piano hanno balconi alla romana e sono, come quelle del piano superiore, incorniciate da una lunga fascia di travertino che spicca sui mattoni del rivestimento, materiali tipici utilizzati al tempo della costruzione. 

## Le opere d'arte
Nell’edificio sono presenti opere di rilievo e di interesse storico-artistico che sono in parte di proprietà della Banca d’Italia e in parte concesse in deposito temporaneo dal Museo Nazionale d’Abruzzo.

Opere di proprietà:

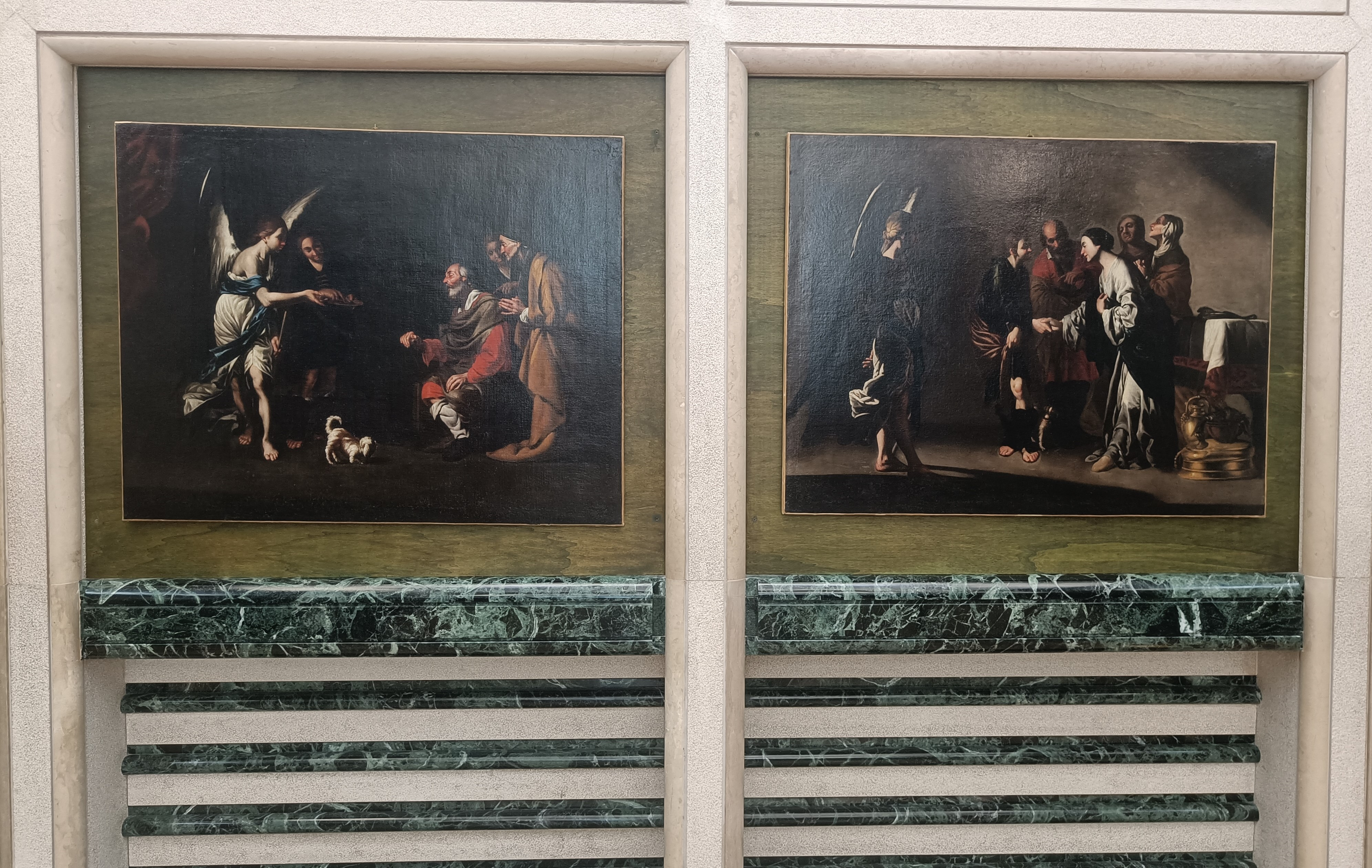
“Tobia guarisce il padre Tobi dalla cecità” e "Matrimonio di Tobia e Sara" - Bottega di Bernardo Cavallino

-         “Tre sabbie”, dipinto di Antonio (Toti) Scialoja- 1959
-         “Periferia”, dipinto di Renzo Vespignani – sesto decennio del sec. XX
-         “Autunno in collina”, dipinto di Michele Cascella - 1950
-         “La mietitura”, dipinto di Lajos Kunffy – prima metà del sec. XX
-         “S. Pietro Celestino”, dipinto di Lia Garofalo - 2012
-         “L’Aquila e il sole”, scultura in bronzo e ferro di Renata Setta Ranieri - 1998
Opere concesse in deposito dal Museo Nazionale d’Abruzzo:
-         “Maternità”, dipinto di Remo Brindisi – 1950
-         “Tobia guarisce il padre Tobi dalla cecità”, dipinto della Bottega di Bernardo Cavallino - nono decennio del sec. XVII
-         “Matrimonio di Tobia e Sara”, dipinto della Bottega di Bernardo Cavallino - databile intorno al 1640 - 1645
-         “Morte di Santa Barbara”, dipinto di Giuseppe Simonelli - fine sec. XVII

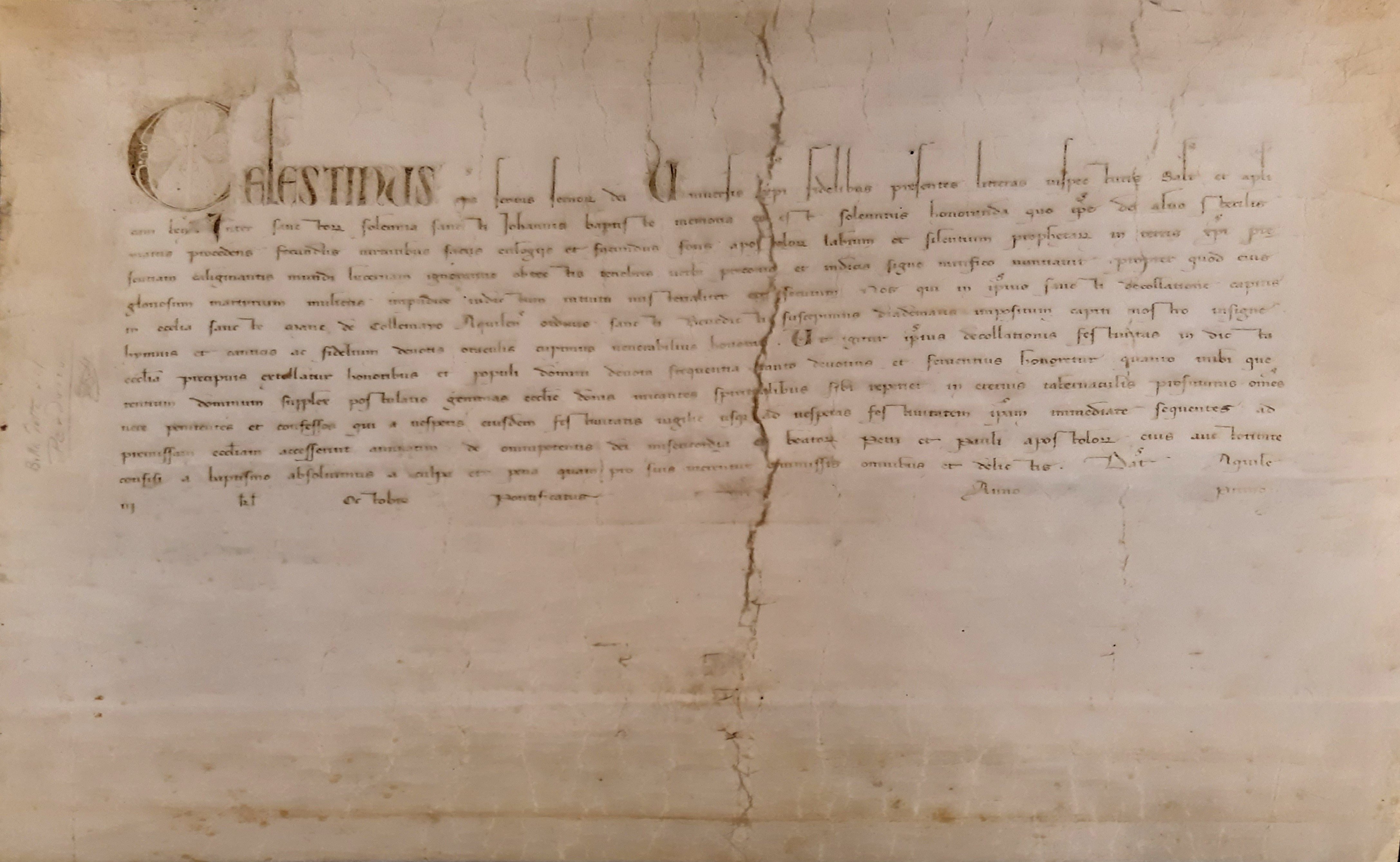
"Bolla del Perdono" - Papa Celestino V

Nei locali di sicurezza della Filiale della Banca d’Italia è custodita, inoltre, la cosiddetta “Bolla del Perdono”, ovvero la pergamena che reca il testo dell’indulgenza plenaria donata nel 1294 da Papa Celestino V alla città di L’Aquila e al mondo intero. Il documento era in precedenza conservato nella cappella blindata della Torre del Palazzo Civico, sede del municipio, ovvero Palazzo Margherita. Dopo il sisma del 2009 tale sede è risultata inagibile e la Bolla è stata trasferita in un primo momento presso la Scuola ispettori e sovrintendenti della Guardia di Finanza, nella frazione di Coppito, e poi, nel 2018 ,è tornata nel centro storico cittadino, appunto nel caveau della Filiale.
La pergamena è stata oggetto di un lungo e delicato lavoro di restauro ad opera dell’Istituto Centrale per la Patologia degli Archivi e del Libro (ICPAL). Al termine di questo intervento, la Bolla è stata esposta, per la prima volta, il 28 e il 29 agosto 2017 nel salone della Filiale e ha richiamato un notevole numero di visitatori (oltre 1.000 presenze giornaliere).

## Le ex Officine Carte Valori dell'Aquila
Gli anni Quaranta del Novecento videro la nascita a L’Aquila anche di un importante insediamento della Banca d’Italia, le Officine Carte Valori, che si aggiunse quindi alla Filiale in Corso Federico II. Nel periodo compreso tra il 1931 e il 1937 la Banca aveva finanziato piani di ammodernamento e di miglioramento delle attrezzature delle Officine Carte Valori, allora situate a Roma in Via Dei Serpenti, allo scopo di accrescere la capacità di produzione e di accumulare scorte strategiche di banconote. Già nel 1937 si dovette però constatare che, nonostante gli sforzi di sistemazione, quei locali erano ormai saturi. Anche per questo motivo, nel 1939 la Banca decise di acquistare a L’Aquila, considerata più protetta rispetto al pieno centro di Roma, un complesso di padiglioni in cemento armato, costruiti dalla Snia Viscosa e poi abbandonati, in cui trasferire le Officine Carte Valori. La Banca decise, inoltre, di acquisire un ampio terreno in cui sarebbero state realizzate le abitazioni destinate ai suoi dipendenti (il cosiddetto “Quartiere Banca d’Italia”).
Le Officine iniziarono con la lavorazione della carta per vaglia e assegni, in attesa di poter procedere a quella della carta per biglietti e dei biglietti stessi. Si lavorava senza sosta, giorno e notte, per soddisfare il fabbisogno in crescita dovuto alla guerra, tanto che la produzione media giornaliera, che nel 1928 era di 125.000 pezzi stampati, raggiunse quota 394.000 pezzi nei mesi di novembre/dicembre 1942. Anche le scorte dei biglietti vennero trasferite a L'Aquila e sui biglietti stampati dalle Officine nella nuova sede venne inserita l'indicazione «Officine della Banca d'Italia- L'Aquila», anziché quella sino ad allora utilizzata «Officine della Banca d'Italia- Roma».
La crisi del ’42 richiese particolari sforzi produttivi. Grazie a turni a ciclo continuo si toccarono medie giornaliere di 456.000 pezzi.
I ritmi di produzione delle Officine continuarono a essere elevatissimi fino al tragico bombardamento dell’8 dicembre 1943. In quella drammatica mattina la città dell’Aquila fu oggetto di una violenta incursione aerea angloamericana con lancio di bombe, che interessò soprattutto la zona dello scalo ferroviario e delle Officine Carte Valori.
Mentre il personale della Filiale era infatti rimasto completamente incolume, tra quello delle Officine si registrarono 19 morti, quasi tutte donne, e oltre 60 feriti.  Ci furono nel complesso più di 200 morti tra civili e militari. Benché non vi siano prove certe, sembra che l’obiettivo del bombardamento non fossero le Officine della Banca d’Italia ma un grosso convoglio ferroviario carico di munizioni che era fermo in stazione. L’ingente materiale bellico doveva servire per la difesa della linea Gustav. A tal riguardo i tedeschi, per scongiurare il pericolo di un possibile bombardamento, avevano aggiunto al convoglio alcuni vagoni piombati carichi di prigionieri anglosassoni che dovevano lasciare L’Aquila per altra destinazione, utilizzandoli così come scudi umani.

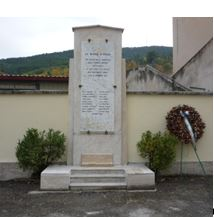
Stele commemorativa

La cartiera andò completamente distrutta e non fu più ricostruita; di conseguenza, da allora in poi, si fece ricorso a forniture esterne per i necessari approvvigionamenti. La storia delle Officine Carte Valori dell’Aquila (o almeno della sua produzione di banconote) si concluse definitivamente l’11 giugno 1944, quando una pattuglia di guastatori tedeschi in fuga fece saltare la cabina elettrica e le caldaie distruggendole completamente assieme a quasi tutti i macchinari di stampa che erano rimasti intatti dopo il bombardamento del 1943; si salvarono solo le macchine calcografiche e l’impianto galvanico.
Il 13 giugno 1944 la città fu liberata dagli alleati ma perse purtroppo la sua “Zecca”. I pochi macchinari, ancora funzionanti, furono riportati a Roma nei locali di Via dei Serpenti che erano stati abbandonati prima della guerra. A L’Aquila il piazzale della Stazione è oggi intitolato ai Martiri dell’8 dicembre 1943. Per onorare la memoria dei caduti della Banca e perpetuare il ricordo del loro sacrificio, l’Istituto depose una stele commemorativa nel luogo dove era sorto lo stabilimento produttivo. Il 25 aprile di ogni anno, la Banca d’Italia e la Municipalità aquilana rendono omaggio alle vittime dell’Istituto nell’ambito delle celebrazioni dell’Anniversario della Liberazione.

## Direttori della Filiale dal 1979 a oggi
-        Fausto Caronna 1979/1984
-        Giuseppe Cerritelli 1984/1990
-        Guglielmo Milli 1990/1994
-        Piergiorgio Loi 1994/1997
-        Gioacchino Schembri 1997/1998
-        Mario Bonito Oliva 1998/1999
-        Roberto Marchetti 2000/2003
-        Fernando Esposito 2003/2006
-        Giovanni Mario Alfieri 2007/2010
-        Luigi Bettoni 2010/2014
-        Antonio Carrubba 2014/2016
-        Massimiliano Marzano 2016/2019
-        Dealma Fronzi 2019/2021
-        Giovanni Giuseppe Ortolani dal 2022